# Witte Kei

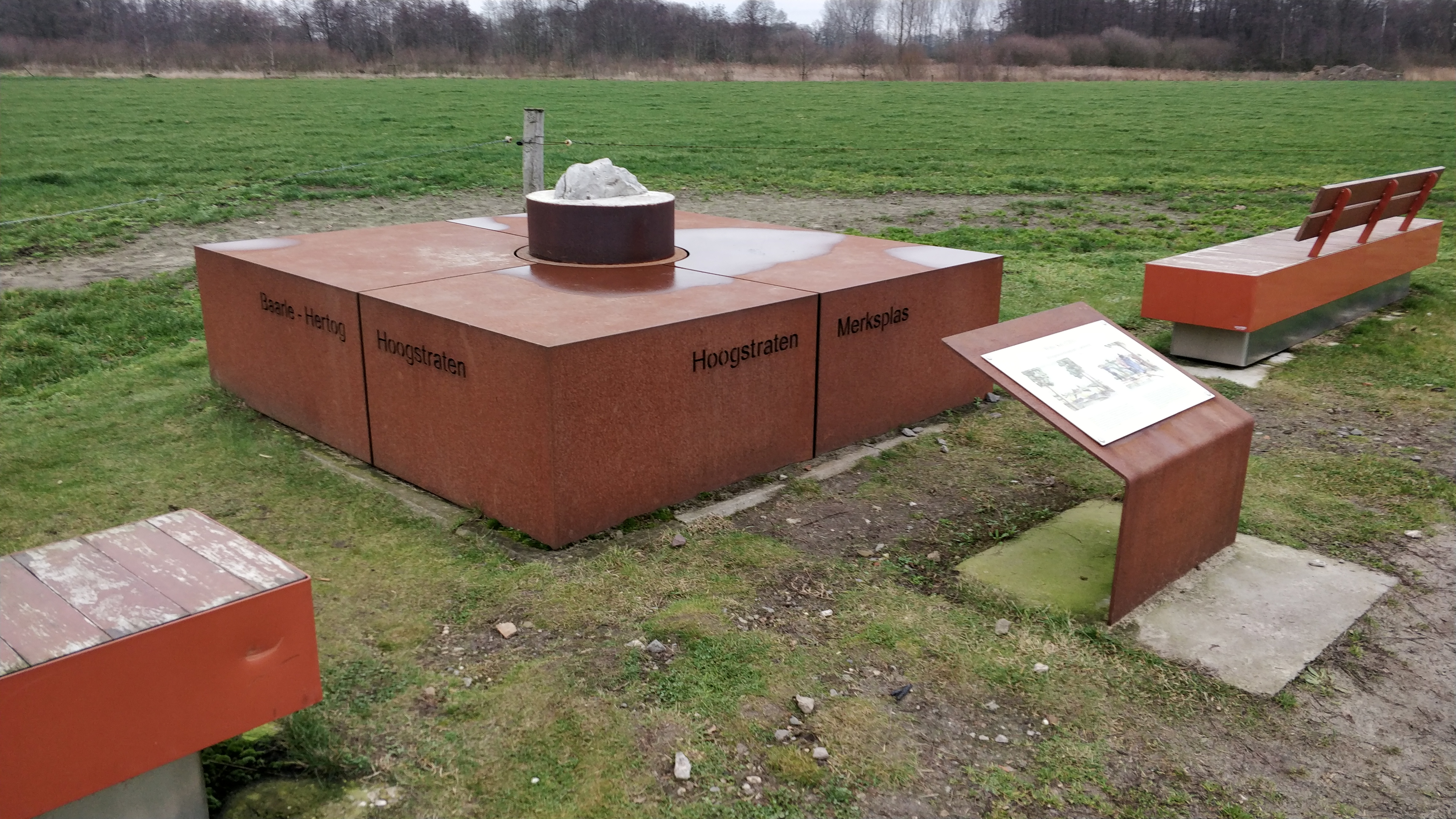
De Witte Kei op het grenspunt Koeberg te Merksplas

De Witte Kei is een historische grenssteen tussen de gemeenten Merksplas, Hoogstraten en Baarle-Hertog.

## Historie
In de 13de eeuw wordt reeds melding gemaakt van De Witte Kei. Ze kwam er tussen de dorpen Merksplas, Wortel en Zondereigen. Sinds fusies in de 20ste eeuw zijn Wortel en Zondereigen opgenomen als deel van grotere gemeenten. In het jaar 1251 rees er een geschil betreffende de grens van Merksplas met Weelde, voortkomend uit de diefstal van hooi door inwoners van Weelde. Dit incident vereiste een nauwkeurige afbakening van de grens van Merksplas. In opdracht van hertog Hendrik III van Brabant, werd Zimarus, de schout van Antwerpen, aangesteld om een grondig onderzoek naar de grenzen van Merksplas te voeren. Merksplas was een allodium van de Sint-Michielsabdij van Antwerpen dat behoorde tot de orde van de Premonstratenzers.
Voor dit onderzoek werden zes integere en betrouwbare mannen aangesteld, namelijk Rabodonom de Merxblaes, Gilbertum de Wortele, Henricum de Sonderheighen, Walterum de Boschoven, Arnoldum Moer en Johannem Bodonc. Zij legden onder ede de grenzen vast zoals zij deze hadden vernomen van hun voorouders en zoals zij hadden gezien dat deze grenzen werden gerespecteerd. De vastgestelde grenzen waren als volgt: de eerste grens van het genoemde allodium in de parochie van Merksplas zou Cloberch zijn, bovenop Scerpgoer, waar een uitgedroogde boom was geplant. De tweede grens zou Papenvoert zijn, de derde grens Coeberch, de vierde Ovenhout, de vijfde grens Drilaer, en de zesde Scurboem, waarop ooit een huis had gestaan waaruit de kerk van Merksplas haar rechten had verkregen, met inbegrip van tienden en andere zaken.
Daarnaast ontdekte men dat enkele heren uit Weelde op een zeker moment naar de grens, die Drilar werd genoemd, kwamen en het daar groeiende hooi meenamen. Toen degenen die het hooi hadden verbouwd dit aanschouwden, wendden zij zich tot heer Theodoricus de Ghestele, van wie het genoemde allodium afkomstig was van de kerk van de heilige Michaël, om te klagen over deze diefstal. Als gevolg van hun klacht werden degenen die het hooi hadden ontvreemd, gedwongen om het gestolen hooi terug te geven en een passende boete aan de hertog van Brabant te betalen voor hun wangedrag.

## Monument
Door ruilverkavelingswerken in 2017 werd opnieuw aandacht besteed aan de Witte Kei. Er werd een monument opgericht dat op 15 oktober 2017 met een wandeling werd ingehuldigd. 